# Chris McCormack
Chris McCormack (4 d'abril de 1973, Sydney, Austràlia) és un triatleta professional guanyador del campionat del món de triatló en format curta distància l'any 1997, de la Copa del Món de Triatló l'any 1998, del Campionat del món d'Ironman celebrat anualment a Hawaii l'any 2007 i 2010, essent subcampió el 2006. És conegut, amb el sobrenom de Macca. Forma part del selecte grup de triatletes, que han guanyat cinc vegades en el mateix Ironman. En el seu cas, Austràlia (2002, 2003, 2004, 2005 i 2006).